# Antoine de Paulo (1775-1804)
Pour les articles homonymes, voir Paulo et Antoine de Paule.
Antoine, vicomte de Paulo, né en 1775 à Toulouse et mort en 1804, est un contre-révolutionnaire français, principalement connu pour avoir préparé et codirigé le soulèvement du toulousain en 1799.

## Biographie
Membre d'une famille issue de la noblesse toulousaine, il se voue à la cause contre-révolutionnaire dès l'âge de vingt ans. Émigré, il devient un membre influent de plusieurs sociétés secrètes royalistes.
Âgé de vingt-quatre ans, il prépare avec le général Antoine Rougé le soulèvement de la région toulousaine en 1799. Mais la révolte se révèle être une défaite. Les insurgés échouent à prendre la ville le 6 août et sont écrasés le 20 à Montréjeau. Antoine de Paulo est en partie responsable de cet échec en raison de sa mésentente avec le général Rougé et du mépris avec lequel il a traité ses subordonnés ; son comportement ayant découragé les insurgés et créé des tensions au sein du commandement. 
Il se réfugie alors en Espagne et rentre clandestinement en France en 1800. Il meurt prématurément quatre ans plus tard.